# Cymbellales
Cymbellales es un orden de diatomeas en la clase Bacillariophyceae.